# Otakar Jandera
Otakar Jandera (9. ledna 1898 Krakov – 25. března 1977 Praha) známý jako otec Jandera byl český atlet a trenér.
Narodil se v Krakově, kde jeho otec sloužil u armády, vyrůstal v Praze. Jako sedmnáctiletý vstoupil do atletického oddílu SK Slavia Praha a hned svůj první závod ve skoku do výšky vyhrál výkonem 165 cm. V první světové válce byl těžce raněn, díky cvičení jógy se ale dokázal vrátit ke sportu. Na mistrovství Československa mužů a žen v atletice vyhrál dvanáctkrát běh na 110 metrů překážek, čtyřikrát trojskok, po jednom titulu získal v dálce a výšce. Osobní rekordy měl 15,2 na 110 m překážek, 672 cm v dálce a 185 cm ve výšce. V překážkovém sprintu reprezentoval Československo na Letních olympijských hrách 1924 a Letních olympijských hrách 1928, v obou případech vypadl v semifinále. Pracoval jako účetní, věnoval se také šachu, softbalu, hudbě i výtvarnému umění. Po ukončení závodnické kariéry se stal trenérem, vydal instruktážní knihu Sport mladých (nakladatelství Práce 1946) a s Otakarem Maškem vydal knihu Rady otce Jandery (nakladatelství Olympia 1970).
Za druhé světové války byl aktivní v odbojové organizaci Obrana národa, po prozrazení byl v roce 1942 uvězněn, na konci války přežil pochod smrti. Po válce vstoupil do Komunistické strany Československa a pracoval jako poradce pro sport na ministerstvu školství, kde propagoval masovou tělovýchovu, především organizované plnění podmínek tzv. odznaků zdatnosti, které ho zaujaly při návštěvě Sovětského svazu. V roce 1952 založil sportovní školu atletické mládeže v Rudé hvězdě Praha, kde vychoval mnoho úspěšných závodníků. Využíval různé novátorské metody, například pro oštěpaře vymyslel trubku navlečenou na ukotveném laně, díky níž mohli nacvičovat optimální úhel hodu; Olga Fikotová vzpomínala, jak jí při tréninku diskařské otočky pouštěl valčík Na krásném modrém Dunaji, aby se dostala do rytmu. Zasadil se o výstavbu první a dosud jediné pražské atletické haly v Bubenči, která po něm dostala jméno Atletická hala Otakara Jandery a byla mu před ní odhalena pamětní deska. Po jeho smrti se udělovala zasloužilým trenérům mládeže Cena Otakara Jandery.
11. prosince 1953 mu byl mezi prvními deseti udělen čestný titul Zasloužilý pracovník v tělesné výchově a sportu.